# Uncle Josh's Nightmare
Uncle Josh's Nightmare est un film muet américain réalisé par Edwin S. Porter et sorti en 1900.

## Synopsis
Uncle Josh tente de s'endormir, mais un rêve entêtant, où apparait un diable facétieux, l'en empêche…

## Fiche technique
- Titre : Uncle Josh's Nightmare
- Réalisation : Edwin S. Porter
- Chef opérateur : Edwin S. Porter
- Production : Edison Manufacturing Company
- Distribution : Edison Manufacturing Company
- Genre : Comédie
- Durée : 2 minutes
- Dates de sortie :
  -  États-Unis : mars 1900

## Distribution
- Charles Manley : Uncle Josh